# René Waldeck-Rousseau
Pour les articles homonymes, voir Waldeck-Rousseau, Waldeck et Rousseau.
René Waldeck-Rousseau, né le 27 septembre 1809 à Avranches et mort le 17 février 1882 à Nantes, est un avocat et un homme politique français, député de Loire-Inférieure (1848-49), deux fois maire de Nantes entre 1870 et 1873.

## Biographie
Né René-Valdec (ses deux prénoms) Rousseau (son nom de famille), il demanda et obtint que son second prénom, qu'il orthographiait « Waldeck » (voir sa signature au bas de son acte de mariage à Jonzac le 25 août 1834), fût accolé à son nom de famille pour le distinguer des nombreuses familles Rousseau, formant ainsi le nouveau nom patronymique « Waldeck-Rousseau ».
Avocat de formation, il arrive à Nantes en 1833. De 1840 à 1843, il donne des cours de droit commercial et de comptabilité dans les classes préparatoires du lycée de Nantes.
Il est élu député républicain de Loire-Inférieure à l'assemblée constituante d'avril 1848 à mai 1849. Pendant le Second Empire, il est dans l'opposition au régime.
Il est élu conseiller municipal en 1865 sur une liste d'opposition au régime (Union libérale) qui remporte les élections (municipalité Dufour) ; en août 1870, il est réélu, cette fois sur une liste républicaine opposée à Antoine Dufour ; il devient maire de Nantes, avec Ange Guépin pour premier adjoint, et le 4 septembre, annonce officiellement à Nantes la proclamation de la République. Il remporte de nouveau les élections municipales d'avril 1871, est confirmé comme maire le 12 mai, mais démissionne en juillet.
Il est de nouveau maire de décembre 1872 à juin 1873, date à laquelle il se retire pour raisons de santé, laissant la fonction de maire à Julien-Charles Lechat, premier adjoint (non considéré comme maire pour cette période). En mars 1874, le gouvernement nomme une mairie prise hors du conseil municipal, dirigée par René de Cornulier.
Il fait partie de la Société des Droits de l'Homme.
Il est le père de Pierre Waldeck-Rousseau, président du Conseil à l'époque de l'affaire Dreyfus.

## Hommages
La place Waldeck-Rousseau à Nantes, lui rend hommage, ainsi qu'à son fils.